# 침계정
침계정은 대한민국 전라남도 무안군 삼향읍에 있다. 2009년 4월 16일 무안군의 향토문화유산 제12호로 지정되었다.

## 개요
무안 유교리 고택(국가민속문화재 제167호) 앞 마을 입구에 위치한 정자로 정확한 건축연대는 알 수 없다. 정자옆 당산나무에서 당산제를 지냈다는 기록이 전해지고 있다.정자이름이 말하여 주듯이 마을 앞을 지나는 계류에 바로 면하여 자리하고 있다. 건립년대는 20세기초 쯤으로 여겨지며 건축양식은 화려하지 않은 간결한 굴도리 구조로 되어 있다. 정자 주위에는 현대 당산나무 3그루가 있고 그 위쪽 가까운 거리에는 중요민속자료로 지정된 나상열 가옥도 있다.

## 같이 보기
- 무안 유교리 고택 - 국가민속문화재 제167호